# 滝沢インターチェンジ
滝沢インターチェンジ（たきざわインターチェンジ）は、岩手県滝沢市巣子にある、東北自動車道のインターチェンジ。

## 道路
- E4 東北自動車道（43番）

## 接続する道路
- 国道4号分レバイパス（立体交差で接続）
  - 当ICは（東京方面からの場合）国道4号へ直接繋がる東北道最後のICとなる
  - 並行する国道282号とは直接の接続はしておらず、インターチェンジのランプが地下トンネルにより立体交差している。

## 料金所
- ブース数：5

### 入口
- ブース数：2
  - ETC専用：1
  - 一般：1

### 出口
- ブース数：3
  - ETC専用：1
  - ETC・一般：1
  - 一般：1

## 周辺
- 石川啄木記念館
- 盛岡大学
- 岩手県立大学
- 岩手県立盛岡農業高等学校
- 分レ南交差点（国道4号、国道282号、岩手県道16号盛岡環状線）
- 盛岡トラックステーション
- 岩手県運転免許試験場
- IGRいわて銀河鉄道（いわて銀河鉄道線） 滝沢駅

## 隣
E4 東北自動車道
(42)盛岡IC - (42-1)滝沢中央SIC - 滝沢PA - (43)滝沢IC - (44)西根IC